# Owen Brannigan
Owen Brannigan (Annitsford, Northumberland, 10 de marzo de 1908 - 9 de mayo de 1973) fue un bajo inglés.

## Biografía
Nacido en Annitsford, cerca de Newcastle, Northumberland, comenzó trabajando como carpintero, pero más tarde estudió en la Guildhall School of Music and Drama y ganó su medalla de oro en 1942.
Debutó en Newcastle con la Sadler's Wells Opera en 1943 como Sarastro en la ópera de Mozart La flauta mágica. Permaneció con la Sadler's Wells durante el período 1944-1949 y 1952-1958. Allí interpretó el personaje de Swallow en la ópera de Britten Peter Grimes (1945), Collatinus en El rapto de Lucrecia (1946), al Superintendente Budd en Albert Herring; Noye en Noye's Fludde (1958), y Bottom en El sueño de una noche de verano (1960).
Participó en el Festival de Glyndebourne desde 1947, y en la Royal Opera House, Covent Garden desde 1948. También obtuvo popularidad en la radio y la televisión con programas de canciones folclóricas. Muchas de estas interpretaciones las grabó en disco.
Fue uno de los mejores cantantes bufos ingleses. Poseía una voz de amplio tamaño y excelente calidad.
Owen Brannigan murió de neumonía, y está enterrado en el cementerio de San Juan Bautista de Annitsford, junto a su esposa Mary. 